# Ultrazentrifuge

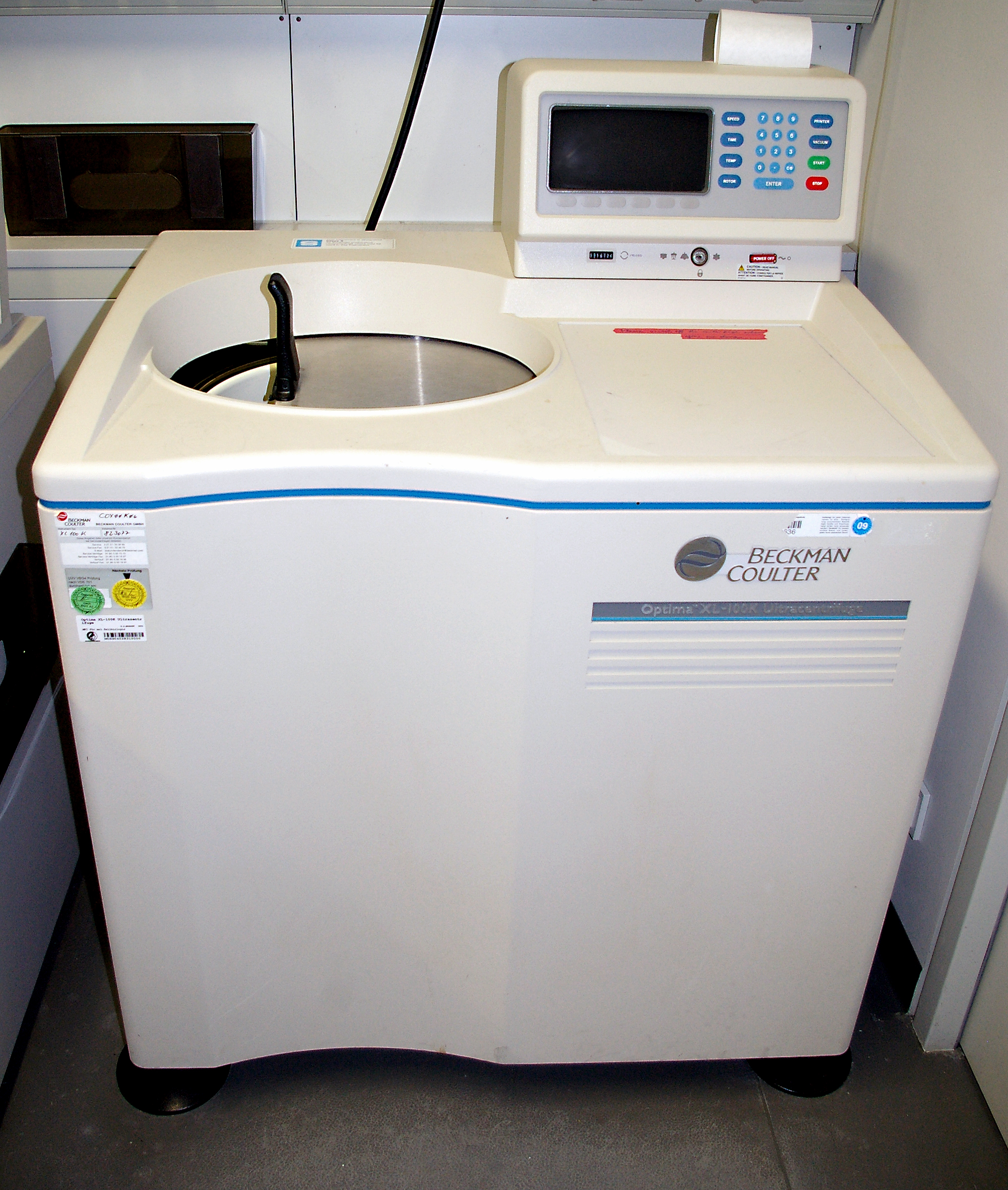
Abbildung 1: Eine Ultrazentrifuge

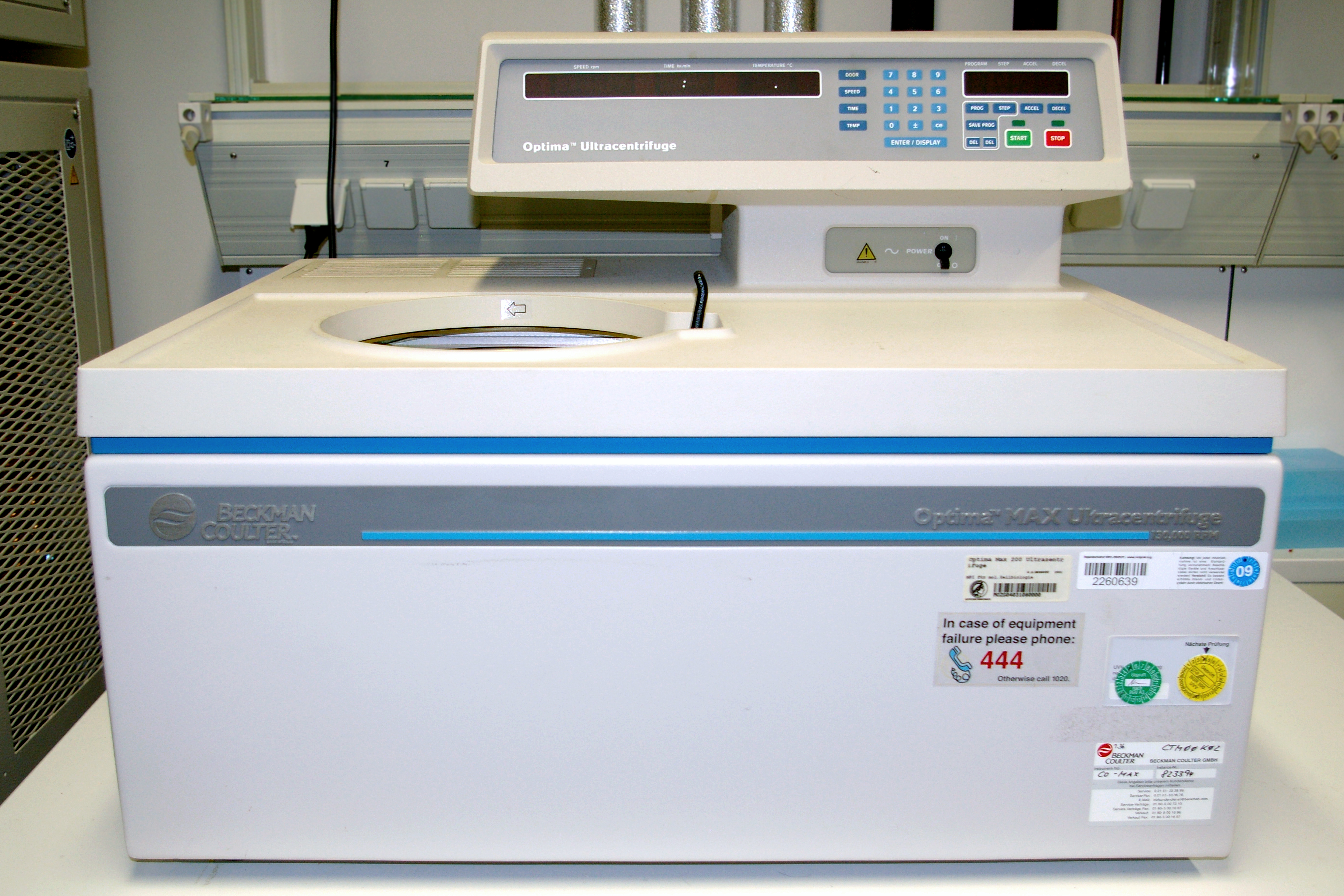
Abbildung 2: Tisch-Ultrazentrifuge

Die Ultrazentrifuge ist eine für hohe Geschwindigkeiten optimierte Zentrifuge. Moderne Ultrazentrifugen (UZ) können Beschleunigungen bis 106 g und Geschwindigkeiten bis 150 000 Umdrehungen pro Minute erreichen.
Die UZ ist ein äußerst wichtiges Laborinstrument und aus vielen Bereichen der naturwissenschaftlichen Forschung nicht wegzudenken. In der Zellbiologie, Molekularbiologie und Mikrobiologie dient sie der Fraktionierung und Aufreinigung zellulärer Bestandteile, in der Nanotechnologie der Aufreinigung und Trennung von Nanopartikeln.
Generell unterscheidet man zwei Arten von Ultrazentrifugen, die präparativen und die analytischen.
Zu den Anwendungsgebieten der präparativen UZ gehört vor allem das Pelletieren und Aufreinigen von Feinpartikelfraktionen, wie Zellorganellen, Proteinen, Viren etc.
Die analytische Ultrazentrifuge wurde Mitte der 1920er Jahre von The Svedberg entwickelt. Sie wird hauptsächlich zur Bestimmung von Sedimentationskoeffizienten und Molekulargewichten eingesetzt. Dadurch liefert sie Informationen über Form, Konformationsänderungen, Größenverteilungen und Interaktionen von Makromolekülen.
Gas-Ultrazentrifugen werden unter anderem zur Uran-Anreicherung eingesetzt.

## Aufbau und Funktionsprinzip
Die Ultrazentrifuge trennt gelöste Teilchen durch starke Zentrifugalkräfte, die in einem sich drehenden Rotor erzeugt werden. Der Trennprozess ist abhängig von den Sedimentationseigenschaften der Teilchen (s. a. Sedimentationsgeschwindigkeit). Diese werden bestimmt von verschiedenen Faktoren, vor allem aber von der Größe, Dichte und Form der Teilchen. In der Ultrazentrifuge wirken sehr hohe Zentrifugalkräfte auf die Partikel. Deshalb können auch sehr kleine Teilchen separiert werden. 
Im Gegensatz zu anderen Zentrifugen befindet sich der Rotor in einer Vakuumkammer. Durch das Vakuum erfährt der Rotor bei seinem Lauf keinen Luftwiderstand mehr und die Energieverluste durch Erwärmung der Luft verringern sich stark. Die dennoch entstehende Wärme wird durch eine Kühlung der Vakuumkammer abgeführt. Die Vakuumkammer kann genau auf die je nach Probe erforderliche Temperatur eingestellt werden.
Bei der präparativen, wie auch der analytischen UZ, kommen spezielle Rotortypen zum Einsatz. Die analytische UZ ist zusätzlich mit einem optischen Messsystem ausgestattet.

## Präparative Ultrazentrifugation
Die präparative UZ wird eingesetzt um Partikel basierend auf ihrer Größe (einfaches und differentielles Pelletieren, Zonalsedimentation) oder ihrer Dichte (isopyknische Dichtegradientenzentrifugation) zu trennen. Für präparative Zwecke genutzte UZs erreichen die größten Beschleunigungen und höchsten Geschwindigkeiten, bis zu 106 g und bis zu 150.000 Umdrehungen pro Minute (rpm).
Bei der präparativen UZ kommen zwei Gerätetypen zum Einsatz: die großen, auf dem Boden stehenden, Ultrazentrifugen (Abb. 1) und Tisch-Ultrazentrifugen (Abb. 2). Wegen ihrer kleineren Rotoren erreichen Tisch-Ultrazentrifugen die höchsten Geschwindigkeiten. Deshalb werden sie verwendet um besonders kleine Partikel, wie zum Beispiel ribosomale Untereinheiten, aufzureinigen. Geht es um größere Probenvolumina kommen hingegen die Ultrazentrifugen zum Einsatz (Tisch-Ultrazentrifuge: bis ca. max 195 ml; Ultrazentrifuge: bis ca. max. 560 ml). Diese erreichen Beschleunigungen bis zu 8 × 105 g und Geschwindigkeiten von 100.000 rpm.
Ein besonderer Typ der Tisch-Ultrazentrifuge ist die sogenannte Airfuge. Ihr Rotor wird durch Druckluft angetrieben und kann innerhalb von 30 Sekunden eine Geschwindigkeit von bis zu 110 000 rpm erreichen. Daher wird die Airfuge gerne eingesetzt, wenn eine besonders schnelle Bearbeitung der Probenpartikel nötig ist, z. B. wenn es sich bei der Probe um einen instabilen Rezeptor-Liganden Komplex handelt.

### Rotoren
Entscheidend für den erfolgreichen Ausgang eines Experimentes ist, dass alle bei der UZ verwendeten Materialien optimal aufeinander und auf die Anforderungen der Probe abgestimmt sind. Zentrale Bedeutung kommt hierbei der Wahl des Rotors zu. Ein bestmögliches Ergebnis wird erzielt, wenn der Rotor die Partikel der Probe mit höchster Effizienz aufreinigt bzw. konzentriert. Oft wird als Maß für die Effizienz eines Rotors lediglich seine maximale Geschwindigkeit betrachtet. Tatsächlich wird sein Leistungsvermögen aber durch mehrere Faktoren bestimmt. Drei wesentliche Faktoren sind: 1) Der Winkel, in dem die Probenröhrchen ausgerichtet sind, 2) die Trennstreckenlänge und 3) die Trennzeit. Ein einfaches Maß für die Gesamteffizienz eines Rotors, das all diese Faktoren miteinbezieht, ist der sogenannte k-Faktor. Dieser ergibt sich wie folgt:
{\displaystyle k={\frac {2{,}53\times 10^{5}\times \ln(r_{\text{max}}/r_{\text{min}})}{({\text{rpm}}/1000)^{2}}}}
Je kleiner der k-Faktor, desto größer die Effizienz des Rotors.
Es gibt drei generelle Rotortypen: Festwinkelrotoren, Ausschwingrotoren und Vertikalrotoren. Auffälligster Unterschied zwischen ihnen ist der Winkel, in dem die Probenröhrchen während des Zentrifugenlaufes und in Ruhe zur Rotationsachse des Rotors ausgerichtet sind. Bei Festwinkelrotoren stehen die Probenröhrchen schräg (zwischen 20° und 45°), bei Ausschwingrotoren stehen die Proben waagrecht, und bei Vertikalrotoren senkrecht. Der Ausrichtungswinkel hat einen entscheidenden Einfluss auf die Entstehung von Wandeffekten, die störend auf die Bildung von Partikelbanden wirken.
Des Weiteren bestimmt der Ausrichtungswinkel die Trennstrecke. Das ist die Strecke, die die Probenpartikel im Probenröhrchen zurücklegen müssen, um an der Röhrchenwand zu pelletieren. Die Trennstrecke lässt sich aus der Differenz von rmax (die Strecke zwischen Rotorachse und Röhrchenboden) und rmin (der Abstand zwischen Rotorachse und Röhrchenanfang) berechnen. Trennstrecken gleicher Rotoren ergeben sich aus dem Durchmesser des Probenröhrchens und dem Ausrichtungswinkel des Röhrchens während des Zentrifugenlaufs.
Die maximale Geschwindigkeit eines Rotors, sowie dessen rmax, bestimmen die maximale Beschleunigungskraft des Rotors. Ein weiterer wichtiger Parameter ist rmin, der die Zentrifugalkraft auf Partikel im obersten Teil des Probenröhrchens bestimmt.
Spezielle Probenröhrchen kommen in der Praxis zum Einsatz, um den k-Faktor eines Rotors zu senken und damit seine Effizienz zu steigern. Diese Röhrchen haben ein geringeres Volumen, wodurch sich die Trennstrecke verringert. Sie sind mit einem Abstandshalter verschlossen. Dadurch bleibt rmax unverändert und damit auch die maximale Beschleunigung des Rotors.
Die richtige Auswahl des Rotors hängt also von einigen Faktoren ab. Sie richtet sich zuallererst jedoch nach der geplanten Anwendung, der Beschaffenheit und dem Volumen der Probe und dem benötigten Trennverfahren. Generell werden Festwinkelrotoren für effektives Pelletieren und isopyknische Dichtezentrifugation von Makromolekülen eingesetzt. Ausschwingrotoren werden hauptsächlich bei isopyknischer Dichtezentrifugation von Zellen und Zellorganellen sowie bei Zonalsedimentation verwendet. Vertikalrotoren finden Verwendung vor allem in der Dichtegradientenzentrifugation ohne Pellet-Bildung (Tabelle 1).

#### Rotor-Sonderformen
Neben den drei oben genannten Rotortypen gibt es noch einige Sonderformen des Vertikalrotors. Besondere Bedeutung kommt hierbei dem Zonalrotor und dem Durchflussrotor zu (Abb. 4). Diese wurden eigens für große Probenvolumina entwickelt. Sie werden zur Separierung größerer Probenpartikel wie Bakterien, Zellen, Zellorganellen oder Viren aus Gewebehomogenaten eingesetzt, gewinnen aber auch in der Aufreinigung von Nanopartikeln zunehmend an Bedeutung. Eine wichtige Anwendung finden diese Rotoren in der kommerziellen Herstellung von Impfstoffen.
Das große Fassungsvermögen dieser Rotoren (50 bis 100-mal höher als das eines herkömmlichen Ausschwingrotors) wird durch Verzicht auf die Verwendung einzelner Probengefäße erreicht. Stattdessen wird die Probe direkt in den meist zylinderförmigen Rotorraum gegeben. In Zonalrotoren können große Probenvolumina mittels Dichtegradientenzentrifugation aufgetrennt werden. Dafür wird das Gradientenmedium direkt in den Rotorraum gegeben und anschließend mit der Probe überschichtet. Durchflussrotoren sind zusätzlich mit einem Pumpsystem ausgestattet, das einen kontinuierlichen Fluss der Probenlösung durch den Rotorraum während des Zentrifugationslaufs ermöglicht. Dadurch können Probendurchsätze von bis zu neun Litern pro Stunde erreicht werden. Diese Rotoren eignen sich daher besonders gut für die Sedimentierung oder Konzentrierung großer Probenpartikeln (> 50 S) aus sehr flüssigen Probenlösungen. Durch ein speziell angepasstes Lade- und Entladeverfahren können Durchflussrotoren auch zur Dichtegradientenzentrifugation verwendet werden.
Eine dritte Sonderform stellen die Fast-Vertikalrotoren dar. Die Probenröhrchen sind hier nur leicht ausgeschwenkt, ca. zwischen 7,5° und 9°. Die dadurch, im Gegensatz zu gewöhnlichen Vertikalrotoren, verkürzte Trennstrecke reduziert die Trenn- bzw. Zentrifugationszeit. Die leichte Schrägstellung verhindert, dass die Lösung und eventuell darin enthaltene Gradientenbanden am Ende des Zentrifugationslaufs mit dem Pellet in Kontakt kommt.

### Einfaches Pelletieren
Einfaches Pelletieren ist eine der einfachsten und am Häufigsten verwendeten Zentrifugationstechniken. Typischerweise findet sie Anwendung als Teil eines Verfahrens zur Ernte von Zellen oder zur Isolierung von ausgefälltem Material. Pelletieren (Sedimentieren) bezeichnet die Trennung von partikulärem und nicht-partikulärem Material. Das partikuläre Material sammelt sich während des Zentrifugationslaufs am Boden des Probenröhrchens und formt dort nach entsprechender Zentrifugationsdauer ein festes Pellet (Sediment). Einfaches Pelletieren stellt meist einen frühen Schritt in den komplexen und mehrstufigen Prozessen zur Aufreinigung von Partikeln dar. Der Überstand bzw. das Pellet wird anschließend verworfen oder weiterverarbeitet.
Während der Aufreinigung von Proteinen (Hauptartikel Proteinreinigung) zum Beispiel, wird das zu untersuchende Protein zunächst z. B. in Bakterien überexprimiert, die in einer Nährlösung kultiviert werden. Um die Bakterien aus der Lösung zu „ernten“ kommt eine großvolumige Zentrifuge zum Einsatz. Die Bakterien bilden ein Pellet am Boden der Röhrchen. Nach Verwerfen der überstehenden Nährlösung wird das Pellet weiterverarbeitet. Bei der Aufreinigung von extrazellulären Vesikeln (EVs), zum Beispiel Exosomen, hingegen, wird das Pellet verworfen und die EVs aus dem Überstand gewonnen. In anschließenden Aufreinigungsschritten beider Beispiele werden üblicherweise weitere Zentrifugationsmethoden angewandt, wie differentielle und Dichtegradientenzentrifugation.

### Differentielles Pelletieren
Beim differentiellen Pelletieren (auch differentiellen Zentrifugation genannt) werden mehrere einzelne Zentrifugationsläufe aneinandergereiht. Dieses Verfahren wird häufig zur Trennung subzellulärer Fraktionen angewandt (z. B. Zellorganellen Hauptartikel Zellfraktionierung). Zunächst wird ein Gewebe oder eine Bakteriensuspension durch Zerreiben oder Zerschlagen, zum Beispiel mittels French Press (Hauptartikel French-Presse), homogenisiert, und anschließend mit einer physiologischen Pufferlösung aufgeschwemmt. Dieses Homogenat wird dann sukzessiven Zentrifugationsschritten mit zunehmender Beschleunigung unterworfen. Nach jedem Zentrifugationsschritt wird der Überstand sorgfältig vom Pellet getrennt und einem weiteren Zentrifugationslauf unterworfen. Mit zunehmender Beschleunigung können immer kleinere Partikel pelletiert werden. Bei der üblicherweise durchgeführten Prozedur zur Aufreinigung von Zellorganellen wären im Sediment nach dem ersten Durchlauf (10 min, ca. 600 g) die Zellkerne sowie Anteile der Plasmamembran und ganze, nicht fragmentierte Zellen enthalten. Nach weiteren Zentrifugationsschritten mit dem jeweiligen Überstand enthielte das Pellet des vierten Durchlaufs (60 min, 105 g) die sehr kleinen, löslichen Komponenten des Cytoplasmas wie Enzyme, Lipide und Stoffe niederer Molmasse wie Salze und Zucker. Die so gewonnenen Zellfraktionen enthalten also immer mehrere Typen von Partikeln. Diese werden häufig durch anschließende Dichtegradientenzentrifugation aus den einzelnen Zellfraktionen aufgereinigt.

### Dichtegradientenzentrifugation
Die Dichtegradientenzentrifugation wird zum Beispiel zur weiteren Aufreinigung und Trennung von Partikelfraktionen aus der differentiellen Zentrifugation angewendet. Im Unterschied zu diesem Verfahren wird hier ein Lösemittel mit einem Dichtegradienten eingesetzt. Dadurch können Fraktionen von Makromolekülen besser getrennt werden. Dem Lösungsmittel wird eine Substanz (z:B. Saccharose) beigefügt, deren Konzentration sich relativ zum Abstand zur Rotationsachse verändert. Im Probenröhrchen resultiert daraus eine ortsabhängige, variierende Dichte, ein Dichtegradient, der auf die zu fraktionierenden Makromoleküle während des Zentrifugationslaufs wirkt. Dadurch entstehen klar abgetrennte Banden mit Fraktionen der Teilchen, die für weitere präparative oder analytische Zwecke genutzt werden können. Die wichtigsten Typen der Zentrifugation im Dichtegradienten sind die Zonensedimentation und die isopyknische Zentrifugation.

### Zonensedimentation
Die Zonensedimentation wird angewendet um Partikel ihrer Größe nach aufzutrennen, zum Beispiel Zelltypen, Zellorganellen aber auch Proteine. Die Ausbildung der Banden ist bei diesem Verfahren abhängig von der Dauer des Zentrifugationslaufs, der abgebrochen wird, bevor sich ein Gleichgewichtszustand zwischen Lösungsmittel und Probenpartikeln einstellt.
Bei der Zonensedimentation wird der Gradient mit der aufzutrennenden Probe überschichtet. Die Dichte der Probensuspension ist niedriger als die des Gradienten, so dass bei der anschließenden Zentrifugation Banden (Zonen) unterschiedlicher Partikel mit relativ guter Separation wandern. Nach einer geeigneten Sedimentationszeit können die Banden geerntet werden, z. B. durch Abpipetieren des Überstandes oder durch Abnehmen der Bande mittels einer Kanüle. Für die Zonensedimentation werden meist flache Gradienten benutzt, d. h., es liegt nur ein geringer Dichteunterschied zwischen oberem und unterem Ende des Röhrchens vor.
Der Dichtegradient ist beim Herausbilden bzw. Erhalten der Banden aus folgenden Gründen wichtig. Die Zentrifugalbeschleunigung nimmt proportional mit dem Abstand zur Rotationsachse zu. Das heißt, die auf die Partikel wirkende Sedimentationsgeschwindigkeit nimmt zum Boden des Zentrifugationsröhrchens zu. Ohne Gradienten führt das zu einem Auseinanderlaufen und Überschneiden der Partikelbanden. Der Gradient wirkt der Zunahme der Sedimentationsgeschwindigkeit in zweierlei Hinsicht entgegen. Erstens, die Dichte und damit Viskosität des Gradienten nimmt ebenfalls mit dem Abstand von der Rotationsachse zu. Der daraus resultierende Anstieg des Reibungskoeffizienten wirkt der Sedimentationsgeschwindigkeit der Partikel entgegen. Zweitens, erhöht sich mit zunehmender Dichte im Gradienten auch der Auftrieb der auf die Partikel wirkt, was ebenfalls der Zunahme der Sedimentationsgeschwindigkeit entgegenwirkt.
Für diese Art der Zentrifugation werden üblicherweise Ausschwingrotoren oder auch Vertikalrotoren eingesetzt (Abb. 3). Festwinkelrotoren sind weniger geeignet, da sich wegen der Kollision von Makromolekülen mit der Wand des Zentrifugenröhrchens kaum ungestört wandernde Banden ausbilden können.
Typisches Anwendungsbeispiel ist die Auftrennung ribosomaler Untereinheiten im Saccharose-Dichtegradienten. Für die Trennung verschiedener Zelltypen, z. B. Lymphozyten, oder Zellorganellen werden vor allem Ficoll- oder Percoll-Gradienten genutzt.

### Isopyknische Zentrifugation
Bei der isopyknische Zentrifugation beruht die Separation von Teilchen auf deren Dichte. Es wird solange zentrifugiert, bis sich für die aufzutrennenden Partikel ein Sedimentationsgleichgewicht eingestellt hat. Die Partikeltypen haben dann an Positionen im Gradienten, die ihrer Schwebedichte ('buoyant density') entsprechen Banden gebildet. Die Partikel würden auch bei längeren Zentrifugationszeiten nicht weiter im Medium wandern.
Für die isopyknische Trennung von Makromolekülen werden selbst-bildende sowie vorgeformte Gradienten verwendet. Gradienten für größere Partikel wie Zellen oder Organellen sind meist vorgeformt, das heißt, sie sind bereits im Sedimentationsgleichgewicht. Dieses Verfahren kann zum Beispiel zur Trennung von Partikeln in einem Homogenat angewandt werden. Ein meist linearer Dichtegradient, z. B. eine Saccharoselösung, wird vorgegeben und mit der Probenlösung überschichtet.
Zur Trennung von Makromolekülen und anderer kleiner Partikel werden üblicherweise selbst-bildende Gradienten eingesetzt. Der Gradient wird hierbei während des Zentrifugenlaufes mit einsetzender Sedimentation des Gradienten-Mediums, z. B. konzentrierte Salzlösung, gebildet. Diese Art der isopyknischen Zentrifugation wird zum Beispiel zur Aufreinigung von DNA verwendet. Sie liefert hochreine Plasmid-DNA. Im Cäsiumchlorid-Gradienten werden Nukleinsäuren anhand ihrer Dichte getrennt. In Gegenwart von Ethidiumbromid kann hierbei chromosomale von Plasmid-DNA getrennt werden. Ethidiumbromid interkaliert zwischen DNA-Strängen, lagert sich aber wesentlich stärker an der Plasmid-DNA an. Dadurch bekommt diese eine höhere Dichte und bildet eine Bande, die weiter von der Rotationsachse weg liegt als die der chromosomalen DNA.
Bei der isopyknischen Zentrifugation wird das Gradientenmedium mit der Probe überschichtet, vermischt oder die Probe wird am Boden des Gradienten eingebracht (flotation separation). Letzteres Verfahren wird angewandt zur Trennung verschiedener Typen von Lipoproteinen wie auch zur Subfraktionierung verschiedener Membrantypen.
Die Auswahl des Rotors ist abhängig von der Art der Probe. Für größere Partikel werden die besten Resultate mit Ausschwingrotoren erzielt. Zur Trennung von Makromolekülen sind Festwinkelrotoren besonders gut geeignet, weil diese die beste Auflösung erzielen.

| Teilchen                          | Lösungsmittel                                    | Verfahren                   | Rotortyp                           |
| --------------------------------- | ------------------------------------------------ | --------------------------- | ---------------------------------- |
| DNA, RNA, Proteine, Makromoleküle | Salze (CsCl, Cs2SO4, KI,..)                      | isopyknische Zentrifugation | Festwinkelrotoren                  |
| Organellen, Membranen             | Saccharose, Optiprep, Nycodenz                   | isopyknische Zentrifugation | Ausschwingrotoren                  |
| Zelltypentrennung                 | Percoll + osmotischer Puffer, Nycodenz, Optiprep | Zonalsedimentation          | Ausschwingrotoren, Vertikalrotoren |

## Analytische Ultrazentrifugation
Bei der analytischen Ultrazentrifugation wird die Bewegung der Analyten im Schwerefeld online spektroskopisch erfasst. Dabei sind zwei prinzipielle Experimente zu unterscheiden. Der Sedimentationslauf liefert den Sedimentationskoeffizienten. Beim Gleichgewichtslauf liegt ein statisches Konzentrationsgleichgewicht vor, wie beim hydrostatischen Gleichgewicht, daraus lässt sich die molare Masse des Makromoleküls mit hoher Genauigkeit ermitteln, z. B. durch die Dichtegradientenzentrifugation.

## Beispiele für die Verwendung in der Biochemie
- für die Isolierung von Lipoproteinen (Dichtegradientenultrazentrifugation)
- zum Konzentrieren von Proteinen mit hoher molarer Masse, so wie Mikrosomen (Differentialultrazentrifugation)
- als Reinigungsschritt für die Isolation von Viren und Viren-ähnlichen Partikeln, die für Forschung oder als Ausgangsmaterialien (Antigene) für die Herstellung von diagnostischen Tests notwendig sind (Dichtegradientenultrazentrifugation)
- Bestimmung von Sedimentationskoeffizienten und Molekulargewichten von Makromolekülen